# 萊格尼察公國
莱格尼察公国（波兰语：Księstwo Legnickie，捷克语：Lehnické knížectví）或称列格尼茨公国（德语：Herzogtum Liegnitz）是西里西亚诸公国之一。它的首都是下西里西亚的莱格尼察。
莱格尼察城堡于1163年成为西里西亚公爵的住所，从1248年起成为一个公国的所在地，由皮亚斯特王朝的西里西亚分支统治，直到1675年该家族绝嗣。萊格尼查公國由秃头波列斯瓦夫二世建立 ，莱格尼察与大多数其他西里西亚公国一样，之后归入哈布斯堡所属的波希米亚，并最终在第一次西里西亚战争后成为普鲁士势力范围。